# 푸시킨 미술관
푸시킨 국립 미술관(러시아어: Государственный музей изобразительных искусств имени А. С. Пушкина)은 러시아 모스크바에 있는 미술관이다. 구세주 그리스도 대성당을 마주보고 있다. 알렉산드르 푸시킨의 이름을 따왔다. 음악 축제 스뱌토슬라프 리흐테르 12월의 밤을 1981년부터 개최하고 있다.